# Gardner (Massachusetts)
Gardner è una città degli Stati Uniti d'America facente parte della contea di Worcester nello stato del Massachusetts.
Nel territorio comunale di Gardner ci sono diverse aree naturali protette, tra le quali il parco naturale statale del Dunn State Park.